# الليبرالية في تايوان
يقدم هذا المقال نظرة عامة حول الليبرالية في تايوان. ويقتصر على الأحزاب الليبرالية التي تحظى بتأييد كبير، والتي أثبتت نجاحها في الأساس بالتمثيل في مجلس اليوان التشريعي (البرلمان).

## الأحزاب الليبرالية في تايوان
الحزب الديمقراطي التقدمي (دي بّي بّي) هو حزب ليبرالي اجتماعي وتقدمي من تيار الوسط في تايوان. وقد نشأ من حركة تانغواي التي تشكلت في سبعينيات القرن العشرين لمعارضة حزب الكومينتانغ الحاكم (الحزب القومي الصيني). ومع ذلك، فإن الحزب الديمقراطي التقدمي يضم جناحًا محافظًا داخل الحزب بقواعد داعمة من جنوب تايوان، والتي تمثل أيضًا قاعدة الناخبين للحزب الديمقراطي التقدمي [بحاجة إلى توضيح]، بينما يوجد أجنحة ليبرالية اجتماعية أكثر في مناطق تايبيه المتروبولية. والآن أصبح لدى الحزب الديمقراطي التقدمي 68 عضوًا في مجلس اليوان التشريعي، مع انضمام عضو مستقل لكتلة الحزب الديمقراطي التقدمي.
اتحاد التضامن التايواني (تي إس يو) هو حزب تقدمي يتّسم بشكل أساسي بنزعته القومية التايوانية، ويستمد عضويته من حزب الكومينتانغ المعتدل السابق والأحزاب ذات التوجه التايواني المهمشة وأنصار الحزب الديمقراطي التقدمي المستائين من موقف الحزب المعتدل إزاء مسألة سيادة تايوان. تُعتبر صِبغته الليبرالية موضعًا للشكّ [بحاجة إلى الاقتباس]، رغم أنه جزء من الحزب الديمقراطي التقدمي الداعم لحركة استقلال تايوان وتحالف الخضر. خسر حزب اتحاد التضامن التايواني كل مقاعده في انتخابات عام 2016.
حزب القوة الجديدة (إن بّي بّي) هو حزب ليبرالي اجتماعي وتقدميّ يهدف إلى إعادة صياغة دستور جمهورية الصين وتحقيق القومية التايوانية، فاز حزب القوة الجديدة بخمسة مقاعد في الانتخابات التشريعية لعام 2016، وقد انخفض تمثيلها الوطني حتى ثلاثة مقاعد.
ترتبط أغلب الأحزاب الليبرالية الحديثة في تايوان بالنزعة القومية التايوانية، فضلًا عن المواقف الليبرالية المتعلقة بالقضايا الاجتماعية كدعم إلغاء عقوبة الإعدام وحقوق المثليين.